# Mola Extremera
La Mola Extremera és una muntanya de 1.002 metres que es troba al municipi de Mas de Barberans, a la comarca del Montsià.